# Llista de monuments de Rupià
Llista de monuments de Rupià inclosos en l'Inventari del Patrimoni Arquitectònic Català per al municipi de Rupià (Baix Empordà). Inclou els inscrits en el Registre de Béns Culturals d'Interès Nacional (BCIN) amb la classificació de monuments històrics, els Béns Culturals d'Interès Local (BCIL) de caràcter immoble i la resta de béns arquitectònics integrants del patrimoni cultural català.
| Monument                                              | Protecció    | Estil/època                     | Localització                                      | Coordenades                                          | Codi?         | Imatge |
| ----------------------------------------------------- | ------------ | ------------------------------- | ------------------------------------------------- | ---------------------------------------------------- | ------------- | --- |
| Castell de Rupià                                      | BCIN 1332-MH | Gòtic XIV-XV                    | Rupià                                             | 42° 01′ 14″ N, 3° 00′ 39″ E / 42.020426°N,3.010736°E | RI-51-0004930 | Castell de Rupià · Vegeu més fotos d'aquest monument · Carregueu una nova foto d'aquest monument                            |
| Muralles de Rupià                                     | BCIN 1333-MH | XIV-XV                          | Rupià                                             | 42° 01′ 23″ N, 3° 00′ 44″ E / 42.023141°N,3.012088°E | RI-51-0001365 | Carregueu una nova foto d'aquest monument                                                                                   |
| Can Català                                            | BCIL 1986    | XVII                            | Rupià C. Xifrers                                  | 42° 01′ 14″ N, 3° 00′ 38″ E / 42.020632°N,3.010607°E | IPA-7293      | Carregueu una nova foto d'aquest monument                                                                                   |
| Can Güell                                             | BCIL 1986    | Obra popular XVII               | Rupià Banda occidental del veïnat                 | 42° 01′ 18″ N, 3° 00′ 22″ E / 42.021571°N,3.006161°E | IPA-7294      | Can Güell (Rupià) · Vegeu més fotos d'aquest monument · Carregueu una nova foto d'aquest monument                           |
| Mas Guardis                                           | BCIL 1986    | Obra popular XVI                | Rupià Ctra. de Girona a Torroella, oest del poble | 42° 01′ 21″ N, 3° 00′ 26″ E / 42.022573°N,3.007310°E | IPA-7295      | Mas Guàrdia (Rupià) · Vegeu més fotos d'aquest monument · Carregueu una nova foto d'aquest monument                         |
| Mas Llorà                                             | BCIL 1986    | Obra popular XVI                | Rupià Camí vell de Corçà, a 1 km de Rupià         | 42° 00′ 41″ N, 3° 00′ 52″ E / 42.011445°N,3.014458°E | IPA-7296      | Carregueu una nova foto d'aquest monument                                                                                   |
| Can Nató                                              | BCIL 1986    | Gòtic XV                        | Rupià Placeta de la Cúria                         | 42° 01′ 17″ N, 3° 00′ 39″ E / 42.021321°N,3.010795°E | IPA-7297      | Can Nató (Rupià) · Vegeu més fotos d'aquest monument · Carregueu una nova foto d'aquest monument                            |
| Església parroquial de Sant Vicenç de Rupià           | BCIL 1998    | Gòtic tardà, barroc XV, XVII    | Rupià Pl. d'Amunt                                 | 42° 01′ 15″ N, 3° 00′ 38″ E / 42.020862°N,3.010438°E | IPA-7301      | Església parroquial de Sant Vicenç de Rupià · Vegeu més fotos d'aquest monument · Carregueu una nova foto d'aquest monument |
| Can Xiana                                             |              | Renaixement XVI                 | Rupià Pl. d'Amunt, 32                             | 42° 01′ 16″ N, 3° 00′ 36″ E / 42.021028°N,3.010070°E | IPA-7302      | Can Xiana (Rupià) · Vegeu més fotos d'aquest monument · Carregueu una nova foto d'aquest monument                           |
| Can Valls                                             | BCIL 1986    | Barroc XVII                     | Rupià Pl. d'Avall                                 | 42° 01′ 14″ N, 3° 00′ 40″ E / 42.020429°N,3.011036°E | IPA-7303      | Carregueu una nova foto d'aquest monument                                                                                   |
| Can Pastor                                            | BCIL 1986    | Obra popular Medieval, XVII-XIX | Rupià Pl. d'Avall, 3                              | 42° 01′ 14″ N, 3° 00′ 39″ E / 42.020561°N,3.010914°E | IPA-38229     | Carregueu una nova foto d'aquest monument                                                                                   |
| Can Carbó, Ca l'Abadal                                | BCIL 1986    |                                 | Rupià                                             | 42° 01′ 14″ N, 3° 00′ 40″ E / 42.02045°N,3.01104°E   | IPA-38230     | Carregueu una nova foto d'aquest monument                                                                                   |
| Masoveria del Mas Rupiana, Mas Rupianus               | BCIL 1986    | Obra popular XIV-XV, XVII, XIX  | Rupià Sobrevila, sud de la ctra. GI-642           |                                                      | IPA-38231     | Carregueu una nova foto d'aquest monument                                                                                   |
| Mas Solers, Can Ribot                                 | BCIL 2006    |                                 | Rupià                                             | 42° 01′ 19″ N, 3° 00′ 17″ E / 42.02183°N,3.00485°E   | IPA-38232     | Carregueu una nova foto d'aquest monument                                                                                   |
| Mas Valls de la Bassa                                 | BCIL 1986    |                                 | Rupià Camí de Parlavà                             | 42° 01′ 13″ N, 3° 00′ 51″ E / 42.020231°N,3.014164°E | IPA-38233     | Carregueu una nova foto d'aquest monument                                                                                   |
| Mas Pagès, Can Sarda                                  | BCIL 1986    |                                 | Rupià Camí de Can Brancós                         | 42° 01′ 03″ N, 3° 00′ 39″ E / 42.017498°N,3.010770°E | IPA-38234     | Carregueu una nova foto d'aquest monument                                                                                   |
| Mas Pernau                                            | BCIL 2006    |                                 | Rupià Veïnat de Candell                           | 42° 00′ 42″ N, 3° 00′ 32″ E / 42.011774°N,3.009011°E | IPA-38236     | Carregueu una nova foto d'aquest monument                                                                                   |
| Can Mengol                                            | BCIL 2006    |                                 | Rupià                                             | 42° 00′ 35″ N, 3° 00′ 33″ E / 42.009630°N,3.009047°E | IPA-38237     | Carregueu una nova foto d'aquest monument                                                                                   |
| Mas Banyeres                                          | BCIL 2006    |                                 | Rupià Veïnat de Candell                           | 42° 00′ 44″ N, 3° 00′ 29″ E / 42.012242°N,3.008118°E | IPA-38238     | Carregueu una nova foto d'aquest monument                                                                                   |
| Mas Isern i capella romànica                          | BCIL 2006    |                                 | Rupià Veïnat de Candell                           | 42° 00′ 44″ N, 3° 00′ 28″ E / 42.012256°N,3.007641°E | IPA-38239     | Carregueu una nova foto d'aquest monument                                                                                   |
| Mas Solers Falgueras, Can Sala                        | BCIL 1986    |                                 | Rupià                                             | 42° 01′ 17″ N, 3° 00′ 19″ E / 42.0215°N,3.00524°E    | IPA-38240     | Carregueu una nova foto d'aquest monument                                                                                   |
| Mas de Can Grau                                       | BCIL 2006    |                                 | Rupià                                             | 42° 01′ 15″ N, 3° 00′ 25″ E / 42.02071°N,3.00705°E   | IPA-38242     | Carregueu una nova foto d'aquest monument                                                                                   |
| El Mas Nou                                            | BCIL 2006    |                                 | Rupià Camí de Parlavà                             | 42° 01′ 09″ N, 3° 01′ 00″ E / 42.019028°N,3.016604°E | IPA-38243     | Carregueu una nova foto d'aquest monument                                                                                   |
| Indret de la Font                                     | BCIL 2006    | Obra popular                    | Rupià Entre Can Grau i la Llobatera               | 42° 01′ 14″ N, 3° 00′ 26″ E / 42.020515°N,3.00733°E  | IPA-38244     | Carregueu una nova foto d'aquest monument                                                                                   |
| Abeurador del nou camí a l'Atalaia i Bassa dels Horts | BCIL 2006    | Obra popular                    | Rupià Entre Can Grau i la Llobatera               |                                                      | IPA-38245     | Carregueu una nova foto d'aquest monument                                                                                   |
| Can Brancós                                           | BCIL 2006    |                                 | Rupià Camí de Can Brancós                         | 42° 00′ 43″ N, 3° 00′ 51″ E / 42.011850°N,3.014174°E | IPA-38246     | Carregueu una nova foto d'aquest monument                                                                                   |
| Mas Llorà Petit                                       | BCIL 2006    |                                 | Rupià Camí de Can Brancós                         | 42° 00′ 43″ N, 3° 00′ 53″ E / 42.011864°N,3.014718°E | IPA-38247     | Carregueu una nova foto d'aquest monument                                                                                   |
| Can Gusó                                              | BCIL 2006    |                                 | Rupià Ctra. Parlavà - la Pera                     | 42° 01′ 22″ N, 3° 00′ 16″ E / 42.022656°N,3.004457°E | IPA-38248     | Carregueu una nova foto d'aquest monument                                                                                   |
| Can Cerdà                                             | BCIL 2006    |                                 | Rupià Camí de la Sala                             | 42° 01′ 27″ N, 3° 00′ 43″ E / 42.024182°N,3.012013°E | IPA-38249     | Carregueu una nova foto d'aquest monument                                                                                   |
| Can Jepa                                              | BCIL 2006    |                                 | Rupià Camí de la Sala                             | 42° 01′ 40″ N, 3° 00′ 46″ E / 42.027758°N,3.012757°E | IPA-38250     | Carregueu una nova foto d'aquest monument                                                                                   |
| Mas Carbó                                             | BCIL 2006    |                                 | Rupià Ctra. Parlavà - la Pera                     | 42° 01′ 24″ N, 3° 00′ 54″ E / 42.023254°N,3.015045°E | IPA-38251     | Carregueu una nova foto d'aquest monument                                                                                   |
| Mas Font                                              | BCIL 2006    | Obra popular XVII               | Rupià Ctra. Parlavà - la Pera                     | 42° 01′ 20″ N, 3° 00′ 27″ E / 42.02232°N,3.0074°E    | IPA-38252     | Carregueu una nova foto d'aquest monument                                                                                   |
| Can Bach                                              | BCIL 2006    |                                 | Rupià Camí Parlavà - la Pera                      | 42° 01′ 27″ N, 3° 00′ 22″ E / 42.024079°N,3.006034°E | IPA-38253     | Carregueu una nova foto d'aquest monument                                                                                   |
| Mas Català del Candell                                | BCIL 2006    | Obra popular XVII               | Rupià Veïnat del Candell                          | 42° 00′ 45″ N, 3° 00′ 27″ E / 42.01253°N,3.00759°E   | IPA-38235     | Carregueu una nova foto d'aquest monument                                                                                   |